# Erik Schoefs
Erik Schoefs (Tongeren, 4 januari 1967) is een Belgisch gangmaker en voormalig wielrenner.

## Palmares
| Jaar     | BK           | EK       | WK       | Overige                      |
| Amateurs | Amateurs     | Amateurs | Amateurs | Amateurs                     |
| -------- | ------------ | -------- | -------- | ---------------------------- |
| 1986     | Sprint       |          |          |                              |
| 1987     | Sprint · 1km |          |          |                              |
| 1988     | Omnium       |          |          | Olympische Spelen: 5e sprint |
| 1989     | 1km · Sprint |          |          |                              |
| 1990     | 1km · Sprint |          |          |                              |
| 1991     | Sprint · 1km |          |          |                              |
| Elite    |              |          |          |                              |
| 1992     |              |          | sprint   | Olympische Spelen: 9e Sprint |
| 1993     | 1km · Sprint |          |          |                              |
| 1994     | Sprint       |          |          |                              |
| 1995     | Sprint       |          |          |                              |